# Rif Hutton
Rif Hutton (nascido em 28 de novembro de 1962) é um ator americano. Ele é talvez mais conhecido é papel recorrente como o Dr. John Welch na série Doogie Howser, M.D., fazendo aparições na série de 1990 até 1993 (ano em que a série terminou). De 1997 a 2001 ele apareceu em um papel recorrente como tenente-comandante. Alan Mattoni na série JAG.

## Vida e carreira
Hutton nasceu em San Antonio no Texas e cresceu em East Orange em New Jersey. Ele se mudou para Los Angeles para prosseguir atuando na carreira do teatro. Durante os primeiros anos de sua carreira em Los Angeles, ele foi para muitas audições, e já foi sem-teto antes de receber ajuda de amigos.
Hutton foi convidado em várias séries de televisão incluindo The Jeffersons, Night Court, L.A. Law, Married... with Children, Hunter, Wings, Murphy Brown, 'House MD, The Larry Sanders Show, Lois & Clark: The New Adventures of Superman, Family Matters e várias outras séries.
Hutton também apareceu em produções teatrais na região de Los Angeles e também já tabalhou como dublador.

## Vida pessoal
Hutton foi casado duas vezes. Seu primeiro casamento foi com uma mulher chamada Pat, que é atriz e comediante stand-up. Sua segunda foi com uma mulher chamada Bridget Hoffman a qual casou em 2001.   Também é relatado que ele estava envolvido com a atriz Telma Hopkins.